# Sonate K. 433
La sonate K. 433 (F.379/L.453) en sol majeur est une œuvre pour clavier du compositeur italien Domenico Scarlatti.

## Présentation
La sonate en sol majeur, K. 433, notée Vivo, forme le troisième membre d'un triptyque avec les sonates K. 431 et 432. Les trois volets, au tempo rapide, ont des formes qui vont du simple au plus complexe. La troisième est une gigue très riche en éléments thématiques contrastés, notamment avec une alternance de séquences polyphoniques et de passages virtuoses.

## Manuscrits
Le manuscrit principal est le numéro 16 et dernier du volume X de Venise (1755), copié pour Maria Barbara ; les autres sont Parme XII 4 et Münster II 31.

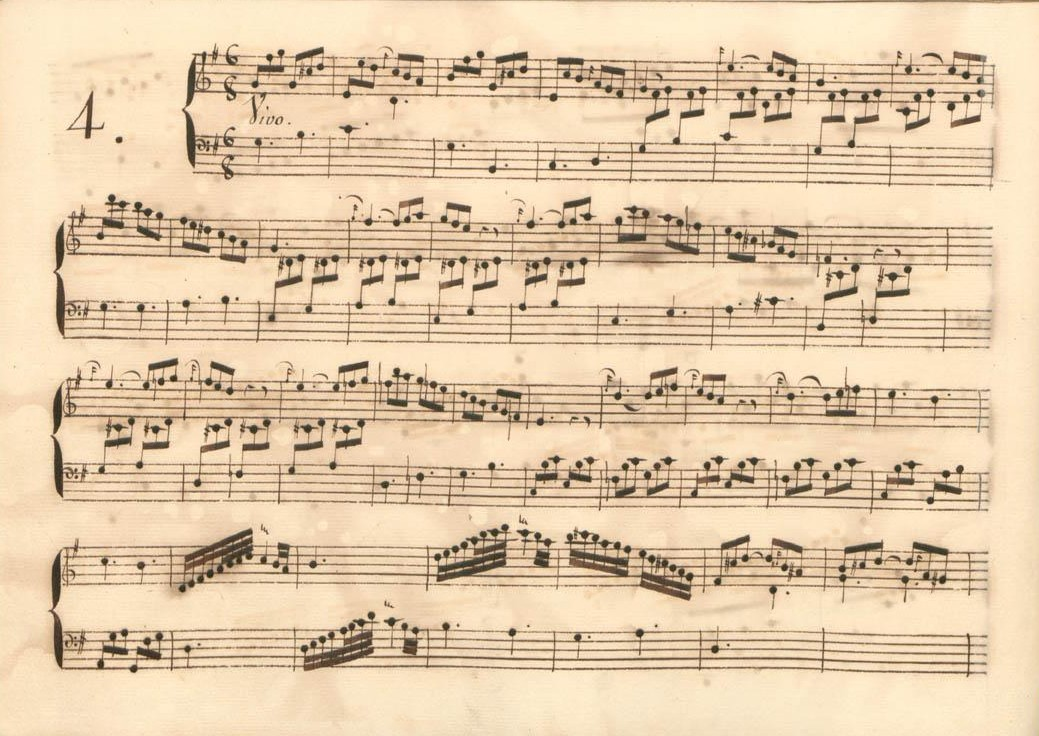
Parme XII,4.
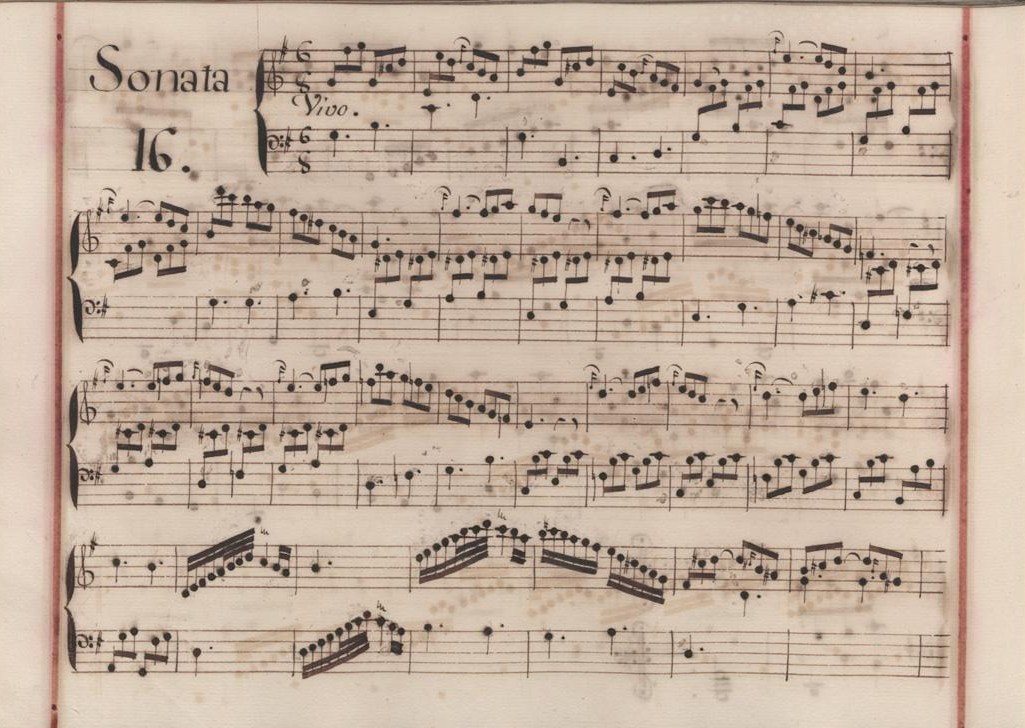
Venise X 16.

## Interprètes
La sonate K. 433 est défendue au piano notamment par Sergio Monteiro (2017, Naxos, vol. 18) et Carlo Grante (2016, Music & Arts, vol. 5) ; au clavecin par Scott Ross (1985, Erato), Richard Lester (2003, Nimbus, vol. 4) et Pieter-Jan Belder (2007, Brilliant Classics, volume 10).

## Sources
: document utilisé comme source pour la rédaction de cet article.
- Ralph Kirkpatrick (trad. de l'anglais par Dennis Collins), Domenico Scarlatti, Paris, Lattès, coll. « Musique et Musiciens », 1982 (1re éd. 1953 (en)), 493 p. (ISBN 978-2-7096-0118-4, OCLC 954954205, BNF 34689181).
- Alain de Chambure, « Domenico Scarlatti : Intégrale des sonates — Scott Ross », p. 213, Erato (2564-62092-2), 1985 (OCLC 891183737) .